# Hôtel de Sade
Ne doit pas être confondu avec l'Hôtel de Sade à Saint-Rémy-de-Provence.
L' Hôtel de Sade, est un bâtiment à Avignon, dans le département de Vaucluse.

## Histoire
La famille de Sade possédait plusieurs maisons dans cette rue qui s'est d'abord appelée rue del Sados, dels Sazes, ou, en provençal, dels Sauzes. Puis les Sade ont quitté cette rue au XVIe siècle. Thomas de Gadagne s'est fixé à Avignon vers 1530. Les Gadagne sont une famille de changeurs originaires de Florence. Ils se sont d'abord établis à Lyon au XVe siècle. Thomas de Gadagne a acheté une maison ayant appartenu aux Sade. La rue prend alors le nom de rue Gadaigne. Il a légué cette maison à son neveu prénommé Thomas. C'est lui qui fait construire l'hôtel actuel en 1536-1537. La rue Gadagne est appelée rue Dorée en 1605. Au XVIIe siècle, l'hôtel devient la propriété de la famille Lesdiguières. Un prix-fait daté du 7 septembre 1644 concerne la construction d'un escalier, de sculptures, d'armoiries et de la réalisation d'une Vierge sur le dessin de François de Royers de la Valfenière. En 1647, Jean-Baptiste de Sade se rend au chapitre métropolitain pour faire une reconnaissance de l'achat d'une maison qu'il vient de faire auprès de Marie de Tresfort, veuve Lesdiguières, située rue de Gadaigne autrement Dorade. La rue Dorée reprend le nom de rue de Sade. En 1741, Jean-Baptiste de Sade, ministre plénipotentiaire du roi auprès de l'Électeur de Cologne, vend son hôtel à Henry Eugène Joseph de Villardy, comte de Quinson, pour payer la dot de sa sœur mariée en 1733 Jacques-Ignace de Villeneuve. Le comte de Quinson cède l'hôtel aux Frères des écoles chrétiennes en 1766.
L'hôtel est très restauré aux XIXe et XXe siècles. Des services municipaux y sont installés remplacés actuellement par ceux du Conseil général dont un des bâtiments se trouve au no 6 rue Dorée, à l'emplacement de la maison des médecins Chauffard dont un des membres, Hyacinthe Chauffard, a été maire d'Avignon en 1847-1848. La rue a alors pris le nom de rue Chauffard avant de retrouver le nom de rue Dorée.

## Collections
Objets provenant du site archéologique de Glanum à Saint-Rémy-de-Provence:
- Anneau à buste féminin en cristal de roche du IIe siècle bijou romain représentant une tête de femme en haut-relief coiffée d'un diadème à trois rangs à la mode à l'époque d'artiste.

## Protection
L'hôtel est inscrit au titre des monuments historiques le 4 octobre 1932.